# نمش‌واموش
نِمِش‌‌واموش (به مجاری:  Nemesvámos) یک شهرداری در مجارستان است که در ناحیه وسپرم واقع شده‌است. نمش‌‌واموش ۴۰٫۷۹ کیلومتر مربع مساحت و ۲٬۵۹۰ نفر جمعیت دارد.